# Stone Temple Pilots (álbum de 2018)
Stone Temple Pilots es el séptimo álbum de estudio de la banda de rock alternativo Stone Temple Pilots, fue lanzado el 16 de marzo de 2018 a través del sello discográfico Atlantic Records.
Este será primer álbum después de ocho años de inactividad, como continuación de su anterior álbum Stone Temple Pilots de 2010 y el también el primero sin el cantante original Scott Weiland, quien murió en 2015, siendo en presentar al cantante principal Jeff Gutt. El primer sencillo, "Meadow", fue publicado el 15 de noviembre de 2017.

## Lista de canciones
Toda la música compuesta por R. DeLeo, D. DeLeo, E. Kretz & J. Gutt. 
| N.º | Título                  | Música | Duración |  |
| 1.  | «Middle of Nowhere»     |        | 3:41     |  |
| 2.  | «Guilty»                |        | 3:14     |  |
| 3.  | «Meadow»                |        | 3:29     |  |
| 4.  | «Just a Little Lie»     |        | 4:00     |  |
| 5.  | «Six Eight»             |        | 3:33     |  |
| 6.  | «Thought She'd Be Mine» |        | 5:31     |  |
| 7.  | «Roll Me Under»         |        | 3:45     |  |
| 8.  | «Never Enough»          |        | 3:46     |  |
| 9.  | «The Art of Letting Go» |        | 4:36     |  |
| 10. | «Finest Hour»           |        | 4:11     |  |
| 11. | «Good Shoes»            |        | 3:39     |  |
| 12. | «Reds & Blues»          |        | 5:00     |  |

Best Buy bonus tracks
| Best Buy bonus tracks |                  |          |  |
| N.º                   | Título           | Duración |  |
| 13.                   | «Already Gone»   | 2:59     |  |
| 14.                   | «Forget Forever» | 3:23     |  |

## Créditos
- Jeff Gutt – voz
- Dean DeLeo – guitarra
- Robert DeLeo – bajo
- Eric Kretz – batería